# Dipu Moni
Pour les articles homonymes, voir Moni (homonymie).
Dipu Moni (née le 8 décembre 1965 à Dhaka, Bangladesh), est une avocate, médecin et femme politique bangladaise, membre de la Ligue Awami. Elle est la première femme nommée ministre des Affaires étrangères d'un pays de l'Asie du Sud. Elle est en poste entre le 6 janvier 2009 et le 20 novembre 2013, succédant à Iftekhar Ahmed Chowdhury.